# Eulithis excelsa
Eulithis excelsa là một loài bướm đêm trong họ Geometridae.